# خانه‌های جنرال
خانه‌های جنرال از بناهای تاریخی شهر ارومیه است که قدمت آن به حدود ۲۰۰ سال پیش در دوره قاجار برمی گردد. این بنا به ژنرال عسگرخان عبدالملکی افشار از فرماندهان نظامی دوره فتحعلی شاه تعلق داشته داست. از ویژگی‌های پلان این بنا وجود یک مسجد و حسینیه در آن است. این بنا در خیابان عسگرخان قرار دارد.